# Hart Hanson
Hart Hanson (ur. 26 lipca 1957 w Burlingame w Kalifornii) – amerykański scenarzysta i producent filmowy. Hansona rodzina przeniosła się do Kanady, kiedy był dzieckiem. Uzyskał licencjat na Uniwersytecie w Toronto i tytuł magistra na Uniwersytecie Kolumbii Brytyjskiej, gdzie uczył krótko.

## Filmografia[1]
- African Skies (1991), Scenarzysta
- Trust in Me (1994), Scenarzysta
- Trust in Me (1994), Scenarzysta
- Guitarman (1994), Scenarzysta
- Whale Music (1994), Scenarzysta
- Candles, Snow & Mistletoe (1993), Scenarzysta
- Expert Witness (2003), Główny Producent
- Nobody's Business (1995), Scenarzysta

## Seriale[1]
- Neon Rider (1991), Scenarzysta
- The Odyssey (1992-1994), Scenarzysta, reżyser
- Road to Avonlea (1992-1996), Scenarzysta
- Ready Or Not (1993), Scenarzysta
- North of 60 (1994-1996), Scenarzysta
- Street Legal (1994), Scenarzysta
- Trust in Me (1994), producent
- Traders (1996-2000), Scenarzysta, producent
- The Outer Limits (1997), Scenarzysta
- Stargate SG-1 (1997-1999), Scenarzysta
- Cupid (1998-1999), Writer, producent
- Snoops (1999), Co-Executive Producer.
- Judging Amy (2000-2003), Scenarzysta,
- Joan of Arcadia (2003-2004), Scenarzysta
- Kości (2005-2016), Twórca (pomysłodawca), scenarzysta, główny producent
- The Finder (2012), Twórca, producent